# Сальмоираги, Джорджо
Джорджо Сальмоираги (итал. Giorgio Salmoiraghi, 26 ноября 1936, Милан — 27 декабря 2022, Милан) — итальянский художник. Профессор «Техники живописи древних» Мюнхенской академии. Лауреат премии «Ambrogino d’oro» от муниципалитета Милана (1990).

## Биография
Жил и работал в родном городе, Милане. В 1955 году получил диплом художественной школы Брера. Был учеником художника Федерико фон Ригера (золотая медаль в 1932 году), сначала учеником, а затем сотрудником Макса Дёрнера.
В 1960 году выступил одним из основателей «Rinnovamento dei Valori Classici» вместе с Вальморе Грациоли и Габриэле Манделем и вместе с ними был редактором одноимённого журнала. Участвовал в конференциях, проводимых движением (Museo Scienza e Tecnica Milano), вместе с «Rinnovatori» выставлялся на выставке движения, проводимой в Palazzo della Ragione в Мантуе.
В 1962 году был профсоюзным активистом и членом USAIBA — U.I.L. Ломбардии. Организовал и участвовал в первой региональной выставке в «Музее науки и техники» в Милане.
В 1964 и 1966 годах организовал и участвовал в выставках современного искусства в Палаццо Реале в Милане.
В 1969 году был одним из организаторов «Четвертой выставки современного искусства» в павильоне современного искусства на вилле Реале в Милане.
В 1976 году принял участие в персональной выставке, организованной муниципалитетом в «Museo di Milano».
В 1979 году его книга была напечатана Unione Banca di Credito (BUC) Лугано (Швейцария), она поступила в фонды публичных и частных библиотек по всему миру, в том числе в Центре Помпиду в Париже.
С 1982 по 1984 год создал большой триптих размером 9,00 х 4,50 метра для церкви Сан-Джачинто (Брешиа).
В 1984 году реклама «Barilla» в основных итальянских еженедельниках выполнялась Сальмоираги.
В 1986—1987 годах работал в Ватикане, чтобы написать портрет Папы Иоанна Павла II для коллекции Ватикана, хранящийся ныне в Палаццо Сан-Каллисто в Риме.
В 1990 году получил награду Ambrogino d’oro от муниципалитета Милана.
В 1993 году организовал персональную выставку в «Академии Скалабрино» в Монтекатини.
В 1994 году вышла в свет книга «Волшебное и священное в искусстве Джорджио Сальмуараги», куратор Габриэле Мандель.
Участвовал в организуемых им выставках «Миланская биеннале» и многочисленных профсоюзных выставках. Салмойраги был содиректором художественного журнала «Полиакос» вместе с Вальморе Грациоли и Розальвой Альтини. Он провёл множество персональных выставок.
Джорджио Сальмойраги принадлежит к «Accademia Tiberina» и «Accademia dei 500», его работы выставлены в государственных и частных галереях (Парижская библиотека — Museo del Castello Sforzesco в Милане — Civica Collezione Bertarelli и др.)
Умер 27 декабря 2022 года в возрасте 86 лет.. Похоронен в Брешиа

## Творчество

### DISEGNI, STUDI E BOZZETTI
«TESTA DI VECCHIA»

"Disegno Papa Giovanni Paolo «°» 

«L' adorazione dei magi» 

«Studio per il capello di paglia» 

«Crocefissione» 

«Bozzetto» 

«Apostolo Pietro» 

«Donna» 

«Nudo» 

«Frate studio» 

«Mio Padre»

### dipinti olio, tecnica mista su tela e tavole
«Sully nel Trompe-l’oeil»

«Superbia» 

«Inquisitore» 

«Autoritratto» 

«Mio fratello» 

«Pane» 

«Miseria» 

«Giuda» 

«Frutti e rame»

«Malinconia» 

«S.S. Giovanni Paolo II°» 

«Zuli che cuce» 

«Adorazione dei Magi» 

«Crocefissione» 

«Resurrezione» 

### Pittura classica della Realtà
«Il Cappello di paglia»

«Autunno» 

«Conchiglie» 

«Sic transit gloria mundi» 

«Vanitas» 

«Quasi un filosofo» 

«Thalia — Allegoria del teatro» 

«Veggente» 

«Frate» 

«Francesca che legge» 

«Madonna» 

«Ultima Cena» 

«Francesca» 

«Nudo di donna» 

«Madonna» 

«Autoritratto a 72 anni»

## Галерея
- Портрет Папы Иоанна Павла II
- Воскресение Христово